# Jules Micha
Jules Micha (1878-1950) est un architecte belge. 

## Biographie
Actif surtout à Liège, Jules Micha y réalise dès le début du XXe siècle quelques maisons dont certaines de style Art nouveau. 

## Réalisations
- Avenue Émile Digneffe no 36
- Rue des Anges no 3 (1910)
- Place du Général Leman no 37
- Rue de Sélys no 25
- Quai Mativa no 4